# 7393 Luginbuhl
7393 Luginbuhl è un asteroide della fascia principale. Scoperto nel 1984, presenta un'orbita caratterizzata da un semiasse maggiore pari a 2,2414525 UA e da un'eccentricità di 0,1997594, inclinata di 6,73050° rispetto all'eclittica.
L'asteroide è dedicato all'astronomo statunitense Christian B. Luginbuhl.